# Amnesia: The Dark Descent
Amnesia: The Dark Descent (с англ. — «Амнезия: Призрак прошлого») — трёхмерная компьютерная игра в жанре survival horror, разработанная шведской командой Frictional Games, ранее ставшей известной разработкой серии игр Penumbra. Выпуск игры состоялся 8 сентября 2010 года для PC-совместимых компьютеров.

## Игровой процесс

Геймплей игры. В дверном проёме виден монстр, угрожающий игровому персонажу

Игрок исследует помещения замка и решает головоломки для продвижения вперёд, избегая при этом монстров. Для решения головоломок иногда применяются предметы окружения, с которыми игрок может взаимодействовать: поднимать, перемещать и метать.
Главный герой не имеет при себе оружия и не может вступить в бой с населяющими замок монстрами, так что ему остаётся лишь спасаться бегством. Это отличает «Амнезию» от классических игр жанра survival horror, таких как Resident Evil или Silent Hill.
Для бегства полезны предметы окружения, которые можно метнуть во врага, тем самым замедлив его. Также монстры не умеют открывать закрытые двери и тратят некоторое время, выбивая их. Удары монстров уменьшают уровень здоровья главного героя. Его можно восстановить с помощью настоек опиума.
Кроме уровня здоровья присутствует уровень рассудка. Он понижается при виде монстров и при длительном нахождении в темноте, поскольку главный герой страдает от никтофобии. При низком уровне рассудка у него размывается зрение, появляются пугающие галлюцинации. Если играть на высоком уровне сложности, то падение уровня рассудка до нуля приведёт к смерти протагониста.
Повышает уровень рассудка пребывание на свету и решение головоломок. Для освещения пространства можно зажигать различные источники света трутницами или использовать керосиновую лампу, которую необходимо периодически заправлять маслом.
Игровой процесс Амнезии более «плавен» и дружелюбен для нового игрока по сравнению с предыдущими играми Frictional Games. Авторы сравнили его с геймплеем Penumbra: Black Plague, где боёв абсолютно не было, то есть, большую часть времени игрок исследует окружение, решает головоломки и защищается от врагов. ИИ противников автоматически подстраивается под умения играющего, но стычки в игре имеют категорически нежелательный характер. Взаимодействие с вещами благодаря новой версии физического движка усовершенствовано как в плане удобности, так и реалистичности. Эта часть геймплея практически копирует модель исполнения из предыдущих разработок студии.

## Разработка игры
Игра была анонсирована 13 ноября 2009 года вместе с открытием официального сайта и трейлером игры. 5 февраля 2010 года было объявлено, что игра находится на стадии альфа-тестирования на всех целевых платформах.
Через две недели разработчики выпустили новый тизер-трейлер, в котором был показан геймплей. Тогда же был открыт приём заявок на предварительный заказ игры. Кроме того, было объявлено, что игра находится на стадии бета-тестирования и будет выпущена на всех целевых платформах в августе 2010 года.
11 ноября 2009 года российский игровой сайт MGnews.ru взял интервью у двух сотрудников Frictional Games — Йенса Нильссона (Jens Nilsson) и Томаса Грипа (Thomas Grip). Они отвечали на вопросы, которые были заданы пользователями сайта.
25 ноября 2009 года портал Linux Gaming News также взял интервью у разработчиков, затронувшее вопросы о возможности изменения лицензионного статуса предыдущего движка компании, количестве продаж серии Penumbra, моддинге. В частности, в интервью была подтверждена поддержка модифицирования игровых ресурсов.
23 июня 2010 года разработчики игры опубликовали новый геймплейный ролик к игре, а также назвали дату выхода игры на ПК — 8 сентября 2010 года.
31 мая 2010 года разработчики пообещали выпустить дополнительный контент, вдохновлённый книгой «Soul Made Flesh» Карла Циммера, старыми фильмами ужасов, такими как «Призрак дома на холме», и произведениями Лавкрафта.
27 августа 2010 года разработчики игры сообщили о том, что игра приобрела «золотой» статус (отправилась в печать).
31 августа 2010 года локализаторы сообщили, что в русском издании также будет доступна английская версия игры.
3 сентября 2010 года была выпущена демоверсия игры сразу на трёх заявленных платформах.
Через неделю «1С-СофтКлаб» и Snowball Studios выпустили локализованную демоверсию.
8 сентября 2010 года игра вышла в продажу по системе цифровой дистрибуции в крупнейших онлайн-магазинах. Заявленная цена электронной копии составила 20 долларов.
9 сентября 2010 года Snowball Studios объявила, что в отечественном издании Amnesia будет присутствовать возможность выбора одного из двух вариантов озвучивания главного героя игры. Первый голос представит главного героя решительным («похожим на бесстрашного Криса Рэдфилда из серии Resident Evil»), а второй — наиболее близким к оригинальной задумке разработчиков — робким и мрачным.
10 сентября 2010 года игра вышла в продажу на территории России в формате 1 DVD-ROM.

## Сюжет
Главный герой, молодой человек по имени Даниэль, пробуждается в старом замке в беспамятстве. Вскоре Даниэль находит записку от самого себя, из которой становится ясно, что он выпил эликсир амнезии, чтобы избавиться от тяжёлых душевных ран. Записка передаёт последнюю просьбу Даниэля — спуститься в глубины замка и убить Александра Бренненбургского, а также предостерегает о том, что время Даниэля истекает: за ним идёт Тень — «оживший кошмар, сметающий всё на своём пути».
По ходу игры из обрывков дневников, раскиданных по замку, становится известно прошлое Даниэля. Он молодой археолог, когда-то приглашённый профессором Гербертом на раскопки гробницы Тин Хинан, находящейся в пустыне Алжира. Главному герою тогда удаётся попасть в гробницу, однако он оказывается в одиночку заблокирован в святилище из-за обрушившейся каменной плиты. Там Даниэль, находясь на грани жизни и смерти, обнаруживает магический артефакт — Сферу, касание с которой раскалывает её на части и вызывает видения у молодого археолога.
После этого члены экспедиции освобождают Даниэля и выносят его из гробницы. Профессор Герберт принимает решение отправить Даниэля обратно в Лондон, чтобы не подвергать риску его здоровье, где по его возвращении начинают происходить необъяснимые вещи. Осколки Сферы, привезённой из гробницы Даниэлем, перестают подходить друг к другу. Вскоре главный герой узнаёт, что профессор Герберт бесследно пропал вместе со всеми членами экспедиции. Это заставляет Даниэля искать информацию о Сферах. Геолог и историк Уильям Смит рассказывает о большой значимости этой сферы в «нашей истории». Тогда же молодого археолога начинают мучить кошмарные сны, что заставляет его посетить врача — доктора Тэйта.
В одну из бессонных ночей Даниэль наконец понимает, как собрать Сферу. Вскоре протагонист узнаёт о смерти сэра Уильяма Смита и доктора Тэйта. Герой осознаёт, что в произошедших событиях есть его вина — он знает, что нечто идёт за ним. В попытках что-либо разузнать Даниэль рассылает письма всем знакомым Герберта. Единственный ответ он получает от некоего барона Бренненбургского — Александра. Письмо оказывается коротким: «Я всё знаю. Приезжай ко мне, я смогу защитить тебя». Даниэль отправляется в глухие леса Пруссии, в замок Бренненбург, где его ждёт барон.
В замке Александр с Даниэлем начинают исследовать привезённую Даниэлем Сферу. Александр рассказывает герою, что за ним следует Тень — страж Сферы, и заставляет Даниэля провести ритуал ограждения — обряд убийства, который позволит сбить Тень со следа кровью другого человека. Даниэль колеблется, но Александр убеждает его, что жертва — преступник, подлый убийца, и протагонист совершает ритуал. Постепенно Даниэль начинает считать благородным делом убийство преступников, которые могут послужить ради его спасения. Жертв для пыток оказывается мало, поэтому Даниэль, который уже оказывается помешан на спасении себя от Тени, и барон похищают жителей соседней деревни Альтштадт, среди которых — семья фермера Циммерманна. Однако девочка, дочь фермера, сбегает из заточения благодаря подкопу, сделанному её матерью. Даниэль узнаёт об этом и приходит в ярость. Он гонится за ребёнком, догоняет и убивает его. Со смертью девочки Даниэль осознаёт всё, что он сделал и сколько невинных людей он убил.
В итоге Даниэль узнаёт, что Александр — пришелец из другого мира, которому нужна Сфера для создания портала в свою обитель, а спасение главного героя от Тени барона не интересует. Главный герой жаждет мести, однако он больше не может сдвинуться с места — его душевные раны слишком глубоки. Он принимает решение выпить эликсир амнезии и забыть всё, оставив самому себе записку с просьбой убить Александра Бренненбургского.
Однако Александр не единственный, кому нужна Сфера. Генрих Корнелий Агриппа, которого несколько веков держал в заточении барон, просит Даниэля помочь ему и пронести его через портал. Так он хочет воссоединиться со своим учеником, Йоганом Вейером — единственным, кто смог подчинить себе мощь Сфер и перейти в другие миры.

### Концовки
В игре всего 3 альтернативных конца. Они зависят только от действий игрока во время ритуала в святилище.
- Концовка Даниэля — игрок должен немедленно раскачать все 3 столба, подпитывающих портал, до того, как Александр перейдёт в другой мир. Сразу же после этого Александр воскликнет «Ты убил нас, ты убил нас обоих!». В святилище врывается Тень и, обнаружив, что столбы расшатаны, убивает Александра. Тень прекращает охоту и отпускает игрока.
- Концовка Александра — если игрок не будет мешать ритуалу, то Александр после долгих речей перейдёт в иной мир. В святилище ворвётся Тень и попытается остановить Александра, но уже слишком поздно. Тень перекрывает Даниэлю путь к отступлению и убивает его. Альтернативно эту концовку можно получить, если просто подождать в камере, куда игрока поместят монстры-прислужники Александра, вместо того, чтобы пытаться сбежать оттуда.
- Концовка Агриппы — игрок должен кинуть голову Агриппы в портал, когда он откроется. Портал сразу закроется, и в святилище ворвётся Тень. Обнаружив, что столбы не расшатаны, а Александр не в ином мире, она убивает его. Вернувшийся Агриппа и Вейер спасают Даниэля.

## Отзывы и критика
| Сводный рейтинг       | Сводный рейтинг    |
| Агрегатор             | Оценка             |
| --------------------- | ------------------ |
| GameRankings          | PC: 86,22 %        |
| Metacritic            | 85/100 (44 обзора) |
| «Критиканство»        | 84/100             |
| Иноязычные издания    |                    |
| Издание               | Оценка             |
| 4Players              | 8,5/10             |
| Destructoid           | 9/10               |
| Eurogamer             | 8/10               |
| Gameblog              | 8/10               |
| Game Informer         | 9,25/10            |
| GameSpot              | 8,5/10             |
| GameStar              | 80/100             |
| GameZone              | 7,5/10             |
| IGN                   | 8,5/10             |
| Jeuxvideo.com         | 15/20              |
| Joystiq               | [ 31 ]             |
| PC Gamer (UK)         | 88/100             |
| The Daily Telegraph   | 9/10               |
| Adventure Gamers      | [ 34 ]             |
| Русскоязычные издания |                    |
| Издание               | Оценка             |
| 3DNews                | 8/10               |
| Absolute Games        | 83 %               |
| PlayGround.ru         | 8,5/10             |
| StopGame.ru           | «Похвально»        |
| «Игры Mail.ru»        | 8/10               |
| «Страна игр»          | 7/10               |

Игра получила преимущественно положительные отзывы. На сайте-агрегаторе Metacritic средняя оценка игры составляет 85 из 100 на основе 44 обзоров для платформы PC.
Летом 2018 года, благодаря уязвимости в защите Steam Web API, стало известно, что точное количество пользователей сервиса Steam, которые играли в игру хотя бы один раз, составляет 2 609 222 человека.